# Jalingo

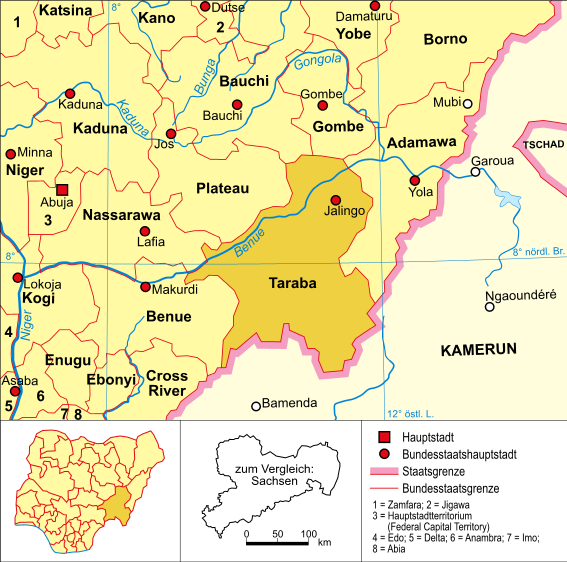
Lage Jalingos in Ostnigeria

Jalingo ist die Hauptstadt des nigerianischen Bundesstaates Taraba und liegt im Osten von Nigeria. Einer Schätzung von 2006 zufolge hat sie 122.064 Einwohner.

## Geographie
Jalingo liegt im von Savanne bedeckten Gebiet der Ausläufer des Shebshi-Gebirges, ca. 40 km südöstlich vom Ufer des Benue. Durch Straßen ist die Stadt mit Yola und Wukari verbunden.

## Verwaltung
Jalingo und seine Umgebung bilden die kleinste der 16 Local Government Areas (LGA) des Bundesstaates Taraba mit einer Fläche von 190,76 km². Bei der letzten Volkszählung 1991 hatte die LGA 74.108 Einwohner und damit eine Bevölkerungsdichte von 388 Einwohnern je km². In der Stadt selbst wurden 67.226 Einwohner gezählt.

## Bistum Jalingo
- Bistum Jalingo